# Halecia angustivertex
Halecia angustivertex es una especie de escarabajo del género Halecia, familia Buprestidae. Fue descrita científicamente por Obenberger en 1958.